# Клинки в Пітьмі
Клинки у Пітьмі — настільна рольова гра у жанрі фентезі від Джона Гарпера, події якої відбувається у вигаданому місті Досквол, натхненному вікторіанським Лондоном і готичною фантастикою. Гра була профінансована на Kickstarter у 2015 році та опублікована на початку 2017 року.

## Опис
Клинки у Пітьмі — це наративна настільна рольова гра (НРГ). Гравці беруть на себе роль команди злочинців, які здійснюють різноманітні незаконні дії (так звані «діла»), такі як пограбування, вбивства або контрабанда. За замовчуванням, гра відбувається у сетингу Досквола, який є промисловим містом, де сонце померло, а мертві повертаються як привиди та вампіри.
Кожному персонажу гравця призначається «буклет», що нагадує клас персонажа в інших іграх. Гравці керують діями своїх персонажів і справляються з викликами, кидаючи декілька шестигранних кубиків, щоб дізнатися результат ризикованих дій. Окрім своїх атрибутів, персонажі мають низку інших характеристик, зокрема рівень стресу. Можна використовувати стрес, збільшуючи його, щоб покращити результати кидків або звести нанівець наслідки невдалих кидків. Однак накопичення завеликої кількості стресу призведе до отримання персонажем травми, що зрештою може призвести до його вибуття з гри.
Ватага також має власний буклет, який надає спеціальні здібності для всіх персонажів гравців. Буклет ватаги використовується для запису різних ресурсів, зокрема багатства ватаги, репутації та кількість уваги з боку правоохоронних органів (палева).
Сесія Клинків у Пітьмі має чітку структуру. Гра починається з вільного відіграшу, під час якого персонажі обирають діло, збирають інформацію і складають план. Хоча персонажі гравців створюють загальний план і обирають його тип серед запропонованих у правилах, але не проводять детальну підготовку.
Далі йде безпосередньо діло, під час якого персонажі гравців розбираються з проблемою. Щоб відтворити підготовку їхніх персонажів до проблем гравці можуть сказати, що вони підготувалися до цього раніше за допомогою флешбеків.
Після діла настає фаза перепочинку, під час якої персонажі можуть зайнятися отриманням ресурсів для майбутніх діл, відновлення після травм або віддавання порокам, таким як вживання наркотиків чи азартні ігри, щоб зменшити стрес.

## Викувано у Пітьмі
Довідковий документ системи був випущений у грудні 2017 року під ліцензією Creative Commons і дозволяє людям використовувати ігрову систему «Forged in the Dark» для інших ігор. Evil Hat Productions опублікувала кілька ігор Викуваних у Пітьмі, зокрема Band of Blades (Джон ЛеБеф-Літтл), Scum and Villainy (Джон ЛеБеф-Літтл) і Girl by Moonlight (Ендрю Гілліс). Станом на квітень 2023 року Itch.io містить понад 300 продуктів із тегом «Викувано у Пітьмі», включаючи ігри Beam Saber (Остін Рамзі), CBR+PNK (Еманоель Мело), Bloodstone (Маттео Скіуттері), Songs For The Dusk (Кавіта Подурі) та Mutants in the Night (Оріон Д. Блек).